# Polymorphus
Polymorphus es un género de gusanos parásitos del filo Acanthocephala. Este grupo utiliza crustáceos anfípodos como huéspedes intermedios y diversas aves como huéspedes finales. Fue descrito por Lühe en 1911.
El género solía ser un grupo más grande, pero las especies que anteriormente se incluían en el género ahora se han distinguido en el género Profilicollis basándose en características morfológicas y el uso de crustáceos decápodos como huéspedes intermediarios.

## Especies
- Polymorphus actuganensis Petrochenko, 1949
- Polymorphus acutis Van Cleave y Starrett, 1940
- Polymorphus arctocephali Smales, 1986
- Polymorphus ariusis (Bilqees, 1971)
- Polymorphus biziurae Johnston y Edmonds, 1948
- Polymorphus boschadis (Schrank, 1788)
- Polymorphus brevis (Van Cleave, 1916)
- Polymorphus chongqingensis Liu, Zhang y Zhang, 1990
- Polymorphus cincli Belopolskaya, 1959
- Polymorphus circi Presswell & Bennett, 2023
- Polymorphus contortus (Bremser en Westrumb, 1821)
- Polymorphus corynoides Skrjabin, 1913
- Polymorphus corynosoma Travassos, 1915
- Polymorphus crassus Van Cleave, 1924
- Polymorphus cucullatus Van Cleave y Starrett, 1940
- Polymorphus diploinflatus Lundström, 1942
- Polymorphus fatimaae Khan, Dharejo, Birmani y Bilqees, 2008
- Polymorphus fulicai Birmani, Dharejo y Khan, 2011
- Polymorphus gavii Hokhlova, 1965
- Polymorphus inermis Travassos, 1923
- Polymorphus karachiensis (Bilqees, 1971)
- Polymorphus kostylewi Petrochenko, 1949
- Polymorphus magnus Skrjabin, 1913
- Polymorphus marchii (Porta, 1910)
- Polymorphus marilis Van Cleave, 1939
- Polymorphus mathevossianae Petrochenko, 1949
- Polymorphus meyeri Lundström, 1942
- Polymorphus miniatus (von Linstow, 1896)
- Polymorphus minutus (Goeze, 1782)
- Polymorphus mohiuddini Muti-ur-Rahman, Khan, Bilqees y Khatoon, 2008
- Polymorphus mutabilis (Rudolphi, 1819)
- Polymorphus nickoli Khan y Bilqees, 1998
- Polymorphus obtusus Van Cleave, 1918
- Polymorphus paradoxus Connell y Corner, 1957
- Polymorphus paucihamatus Heinze, 1936
- Polymorphus phippsi Kostylew, 1922
- Polymorphus piriformis (Bremser en Rudolphi, 1819)
- Polymorphus pupa (von Linstow, 1905)
- Polymorphus sichuanensis Wang y Zhang, 1987
- Polymorphus sindensis Khan, Ghazi y Bilqees, 2002
- Polymorphus spindlatus Amin y Heckmann, 1991
- Polymorphus striatus (Goeze, 1782)
- Polymorphus strumosoides Lundström, 1942
- Polymorphus swartzi Schmidt, 1965
- Polymorphus trochus Van Cleave, 1945